# Bogem (Bayat)
Bogem is een bestuurslaag in het regentschap Klaten van de provincie Midden-Java, Indonesië. Bogem telt 1704 inwoners (volkstelling 2010).